# Alma (Wisconsin, Buffalo megye)
Alma város az USA Wisconsin államában, Buffalo megyében, melynek megyeszékhelye. Lakosainak száma 716 fő (2020. április 1.).

## Népesség
A település népességének változása:
| Lakosok száma | 942  | 1044 | 716  |
|               | 2000 | 2010 | 2020 |